# The Doors Are Open
The Doors Are Open è un documentario prodotto da Granada TV nel 1968 e raccoglie le immagini dei Doors alla Roundhouse Theatre, e la conferenza stampa alla ICA Gallery di Londra durante il tour europeo. Questo special è una sorta di documentario che tenta di inserire i Doors nel clima emotivo e politico del tempo. The Doors Are Open costituisce un valido ritratto del gruppo visto dalla prospettiva inglese, ai tempi dell'unico tour europeo.

## Tracce
1. Introduction
2. When the Music's Over
3. Five to One
4. Spanish Caravan
5. The Doors Talk About Their Music
6. Hello, I Love You
7. Back Door Man
8. Jim Morrison On Expression
9. Wake Up
10. Light My Fire
11. The Unknown Soldier

## Formazione
- Jim Morrison – voce
- Ray Manzarek – organo, pianoforte, tastiera, basso
- John Densmore – batteria
- Robby Krieger – chitarra